# Jane Elizabeth Waterston
Jane Elizabeth Waterston (1843 – 7 décembre 1932) est une enseignante écossaise, qui fut la première femme médecin en Afrique australe. Inspirée par David Livingstone, elle devient médecin et missionnaire. Les préjugés à son égard lui font quitter les pas de Livingston et elle se consacre à aider les pauvres en Afrique du Sud.

## Biographie

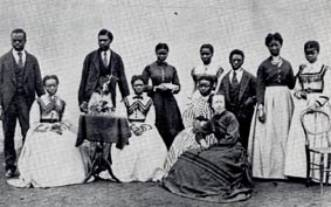
Waterston et ses étudiants, date inconnue.

Jane Elizabeth Waterston naît à Inverness en 1843, où son père dirige la Caledonian Bank. Elle était enseignante et il lui est proposé le poste de superintendant d'une nouvelle section pour fille à l'institut Lovedale, en Afrique du Sud. Elle arrive en Afrique du Sud en janvier 1867 pour travailler avec James Steward, missionnaire et directeur de l'institution. L'Institution Lovedale pour filles ouvre le 23 août 1868.
Elle travaille à cet endroit jusqu'en 1873, date à laquelle elle retourne en Angleterre pour suivre le difficile cursus médical. Elle était inspirée par la mort de David Livingstone et par le fait que les femmes pouvaient enfin obtenir un titre de médecin. Elle a la chance d'être une des premières femmes à étudier à la London School of Medicine for Women. Elle reçoit son diplôme médical de l'Irish King and Queen's College of Physicians.
Après sa formation, elle se rend en 1879 à la mission de Livingstonia qui, à ce moment, se situait à Cape Maclear, sur les rives du lac Malawi. Elle est la première femme médecin en Afrique australe.
Elle est déçue lorsqu'elle constate le regard méprisant que les missionnaires portent sur les Africains et sur elle-même, car ils l'accusent d'être venue à la mission pour se trouver un mari. Réalisant qu'elle ne pourra donner son plein potentiel, elle quitte la mission peu de temps après.
En 1880, elle revient à la mission Lovedale pour trois ans avant de s'installer comme médecin au Cap. Elle exerce à titre privé, détenant des parts dans une société civile et elle est capable d'envoyer de l'argent en Écosse, où sa famille est au chômage à la suite de la faillite de la Caledonian Bank en 1878.
Jane Waterston travaille avec les pauvres et met en place une branche féminine du dispensaire libre. On le dit gratuit mais, en fait, une petite participation était demandée, afin de préserver la dignité des bénéficiaires. L'institution s'occupe des mères et forme des sages-femmes qui peuvent prolonger l'action du dispensaire. Jane Waterston insiste auprès des mères qu'elle soigne pour qu'elles se marient même si l'enfant a été conçu en dehors des liens du mariage.
Son travail infatigable lui vaut, de la part des Sud-Africains, le surnom de Noqataka (« la mère active »). En 1925, elle est la deuxième femme à recevoir le titre de « fellow » du Royal College of Physicians of Ireland. En 1929 elle est élevée, à titre honorifique, à la dignité de Doctor of Laws par l'université du Cap. Elle meurt au Cap en 1932.

## Postérité
Jane Waterston correspondit avec James Stewart, directeur de Lovedale, de 1866 à 1905 ; cette correspondance est publiée en 1983.